# Fusil Hakim
El Hakim es un fusil semiautomático accionado por gas. Fue originalmente diseñado en Suecia y producido como el Ag m/42 para el Ejército sueco. Las maquinarias y el diseño fueron vendidos en 1950 a Egipto y el Hakim fue producido allí durante la década de 1950 e inicios de la década de 1960. Fue reemplazado a mediados de la década de 1960 por el Maadi AK-47 (versión del fusil soviético fabricada bajo licencia), pero se le almacenó como armamento de reserva en los arsenales del Ejército. En fechas más recientes, se ha visto su empleo por algunas unidades policiales egipcias. Se fabricaron alrededor de 70.000 fusiles Hakim.
Debido a su edad, el Hakim es designado como "Arma de fuego inusual y antigua" por el Buró de Alcohol, Tabaco, Armas de Fuego y Explosivos de Estados Unidos.    

## Características y mejoras
Egipto introdujo un sistema de recarga accionada por gas ajustable, mientras que el del Ag m/42 no era ajustable. El sistema del Hakim se puede ajustar con ayuda de una herramienta especial y es de empuje directo, donde el flujo de gases impacta directamente sobre la parte frontal del portacerrojo, empujándolo hacia atrás, lo cual desacerroja y mueve al cerrojo en la misma dirección. El Hakim tiene un cerrojo oscilante tipo Tokarev, como el empleado en los fusiles FN Modelo 1949, MAS-49 y la carabina SKS.
Mientras el Ag m/42 disparaba el cartucho 6,5 x 55, Egipto tenía grandes lotes de cartuchos 7,92 x 57 Mauser, la mayoría de los cuales habían sido abandonados durante la Segunda Guerra Mundial. Para aprovecharlos, el Hakim fue rediseñado para emplear ese cartucho más grande, que además necesitó agregársele un freno de boca fijo y permanente a fin de reducir el gran retroceso. Algunas páginas web erróneamente lo mencionan como un apagallamas; ambos son características completamente diferentes que sirven para propósitos distintos: un freno de boca está diseñado para reducir el retroceso (reduciendo así la tensión del tirador y el desgaste del fusil), mientras que un apagallamas está diseñado para reducir el brillante fogonazo emitido desde los cortos cañones, a fin de no cegar temporalmente al tirador cuando dispara en la oscuridad.
El Hakim tiene un cargador extraíble de 10 cartuchos, ideado para llenarse mediante dos peines de 5 cartuchos estando acoplado al fusil.